# 쉬안저우구
쉬안저우구(한국어: 선주구, 중국어: 宣州区, 병음: Xuānzhōu Qū)는 중화인민공화국 안후이성 쉬안청 시의 현급 행정구역이다. 넓이는 2533km2이고, 인구는 2007년 기준으로 850,000명이다.

## 행정 구역
7개 가도, 14개 진, 5개 향을 관할한다.
- 가도변사소: 西林街道, 澄江街道, 鳌峰街道, 济川街道, 敬亭山街道, 飞彩街道, 双桥街道.
- 진: 水阳镇, 狸桥镇, 沈村镇, 古泉镇, 洪林镇, 寒亭镇, 文昌镇, 孙埠镇, 向阳镇, 杨柳镇, 水东镇, 新田镇, 周王镇, 溪口镇.
- 향: 朱桥乡, 养贤乡, 五星乡, 金坝乡, 黄渡乡.